# Danmarks runeindskrifter 355A
Runinskrift DR 355A är en numera försvunnen runsten som tidigare funnits vid eller i Getinge kyrka i Getinge socken, Halmstads härad i Halland, ett landskap som då ristningen skapades tillhörde Danmark. Runstenen är från medeltiden och dess översatta och korta text följer nedan:

## Inskriften
Translitterering av runraden:
[(æ)(i)(n)ar iok]
Normalisering till äldre fornsvenska:
Æinar hiog.
Översättning till nusvenska:
Einar högg.
Liknande text finns på DR 355B med Randr let ræisa stæin ... Æinar hiog ru[nar], som är till skillnad också ornerad med ett fabeldjur, en fågel, en palmett, två korsfigurer och en triquetra.

## Källa
- Samnordisk runtextdatabas

1. 1 2  Samnordisk runtextdatabas, DR 355A †M, 2014
2. 1 2  Barner-Rasmussen, Nordisk Forskningsinstitut. Michael Lerche Nielsen. Marie Stoklund. Rikke Steenholt Olesen. Lisbeth Imer. Michael. ”Runer, indskrift og billeder af: Getinge-sten 2†”. runer.ku.dk. Arkiverad från originalet den 24 maj 2018. https://web.archive.org/web/20180524083250/http://runer.ku.dk/VisGenstand.aspx?Titel=Getinge-sten_2. Läst 23 maj 2018.